# Eupithecia thessa
Eupithecia thessa är en fjärilsart som beskrevs av Louis Beethoven Prout 1935. Eupithecia thessa ingår i släktet Eupithecia och familjen mätare. Inga underarter finns listade i Catalogue of Life.